# جينس يان
جينس يان (بالإنجليزية: Janis Ian) (و. 1951  م) هي مغنية، ومغنية مؤلفة، وكاتِبة، وملحنة، وكاتبة غنائية، وكاتبة سير ذاتية، وعازفة قيثارة، وشاعرة، وكاتبة خيال علمي، وصحفية، وروائية أمريكية، ولدت في ذا برونكس.

## جوائز
حصلت على جوائز منها:
- جائزة جرامي لأفضل ألبوم محكي  [لغات أخرى]‏ (10 فبراير 2013).

## روابط خارجية
- جينس يان على موقع IMDb (الإنجليزية)
- جينس يان على موقع الموسوعة البريطانية (الإنجليزية)
- جينس يان على موقع ميوزك برينز (الإنجليزية)
- جينس يان على موقع قاعدة بيانات برودواي على الإنترنت (الإنجليزية)
- جينس يان على موقع إن إن دي بي (الإنجليزية)
- جينس يان على موقع أول ميوزيك (الإنجليزية)
- جينس يان على موقع ديسكوغز (الإنجليزية)
- جينس يان على موقع قاعدة بيانات الفيلم (الإنجليزية)